# Sonata per a piano núm. 6 en mi menor, D 566 (Schubert)
La Sonata per a piano núm. 6 en mi menor, D 566, és una obra per piano sol de Franz Schubert composta el juny de 1817. El Rondó D. 506 probablement és el quart moviment de la sonata, segons afirma Martino Tirimo.
L'obra dura aproximadament uns 20 minuts, o uns 25-30 minuts si s'afegeix el rondó final.

## Moviments
I. Moderato
En mi menor. Harald Krebs observa l'ús de la "recerca de la identitat temàtica" de Charles Fisk en la seva discussió del tema inicial de la sonata.
II. Allegretto
En mi major
III. Scherzo: Allegro vivace - Trio
En la bemoll major
(IV. Rondó: Allegretto, D 506)
En mi major. L'obra D 506 ha estat associada amb la darrera peça de Fünf Klavierstücke (D 459A/3) i també amb l'Adagio D 349 com a conjunt de moviments que podrien formar una sonata.